# Välsignat vare Herrens namn
Välsignat vare Herrens namn är en psalm med text ur Psaltaren 113. Omkvädet har texten från Psaltaren 113:2 och versen från Psaltaren 113:1-9. Musiken är skriven 1975 av Curt Lindström.

## Publicerad som
- Nr 914 i Psalmer i 90-talet under rubriken "Psaltarpsalmer och Cantica".